# Ortonville (Minnesota)
Ortonville ist eine Kleinstadt (mit dem Status „City“) und Verwaltungssitz des Big Stone County im Westen des US-amerikanischen Bundesstaates Minnesota. Ein kleiner Teil des Stadtgebiets erstreckt sich bis in das Lac qui Parle County. Das U.S. Census Bureau hat bei der Volkszählung 2020 eine Einwohnerzahl von 2.021 ermittelt.

## Geografie
Ortonville liegt am Südende des Big Stone Lake, wo dessen Abfluss den Beginn des Minnesota River bildet. Die Stadt liegt auf 45°18′17″ nördlicher Breite und 96°26′41″ westlicher Länge und erstreckt sich über 9,22 km². Ortonville liegt zum überwiegenden Teil in der Ortonville Township, erstreckt sich aber zu kleinen Teilen auch in die Big Stone Township und die Yellow Bank Township des Lac qui Parle County. Die westliche Stadtgrenze ist zugleich die Staatsgrenze zu South Dakota.
Benachbarte Orte von Ortonville sind Big Stone City in South Dakota (an der westlichen Stadtgrenze), Clinton (18,2 km nördlich) und Odessa (12,3 km südöstlich).
Die nächstgelegenen größeren Städte sind Minneapolis (268 km ostsüdöstlich), Minnesotas Hauptstadt Saint Paul (287 km in der gleichen Richtung), Rochester (406 km südöstlich), Sioux Falls in South Dakota (222 km südlich) und Fargo in North Dakota (188 km nördlich).

## Verkehr
Im Südosten des Stadtgebiets kreuzt der in West-Ost-Richtung verlaufende U.S. Highway 12 den von Nord nach Süd führenden U.S. Highway 75. Die entlang des Big Stone Lake verlaufende Minnesota State Routes 7 führt als Hauptstraße durch das Zentrum von Ortonville und verlässt die Stadt gemeinsam mit dem US 75 in südöstlicher Richtung. Alle weiteren Straßen innerhalb von Marshall sind untergeordnete Fahrwege oder innerstädtische Verbindungsstraßen.
Durch die Stadt führt eine Eisenbahnlinie der Twin Cities and Western Railroad.
Der Ortonville Municipal Airport befindet sich im Osten des Stadtgebiets von Ortonville. Der nächste Großflughafen ist der Minneapolis-Saint Paul International Airport (285 km ostsüdöstlich).

## Demografische Daten
Nach der Volkszählung im Jahr 2010 lebten in Ortonville 1916 Menschen in 884 Haushalten. Die Bevölkerungsdichte betrug 207,8 Einwohner pro Quadratkilometer. In den 884 Haushalten lebten statistisch je 2,07 Personen.
Ethnisch betrachtet setzte sich die Bevölkerung zusammen aus 97,0 Prozent Weißen, 0,3 Prozent Afroamerikanern, 0,6 Prozent amerikanischen Ureinwohnern, 0,1 Prozent (eine Person) Asiaten sowie 0,7 Prozent aus anderen ethnischen Gruppen; 1,3 Prozent stammten von zwei oder mehr Ethnien ab. Unabhängig von der ethnischen Zugehörigkeit waren 1,0 Prozent der Bevölkerung spanischer oder lateinamerikanischer Abstammung.
19,7 Prozent der Bevölkerung waren unter 18 Jahre alt, 51,5 Prozent waren zwischen 18 und 64 und 28,8 Prozent waren 65 Jahre oder älter. 53,5 Prozent der Bevölkerung war weiblich.
Das mittlere jährliche Einkommen eines Haushalts lag bei 40.969 USD. Das Pro-Kopf-Einkommen betrug 25.156 USD. 15,6 Prozent der Einwohner lebten unterhalb der Armutsgrenze.